# 卡拉維拉人偶

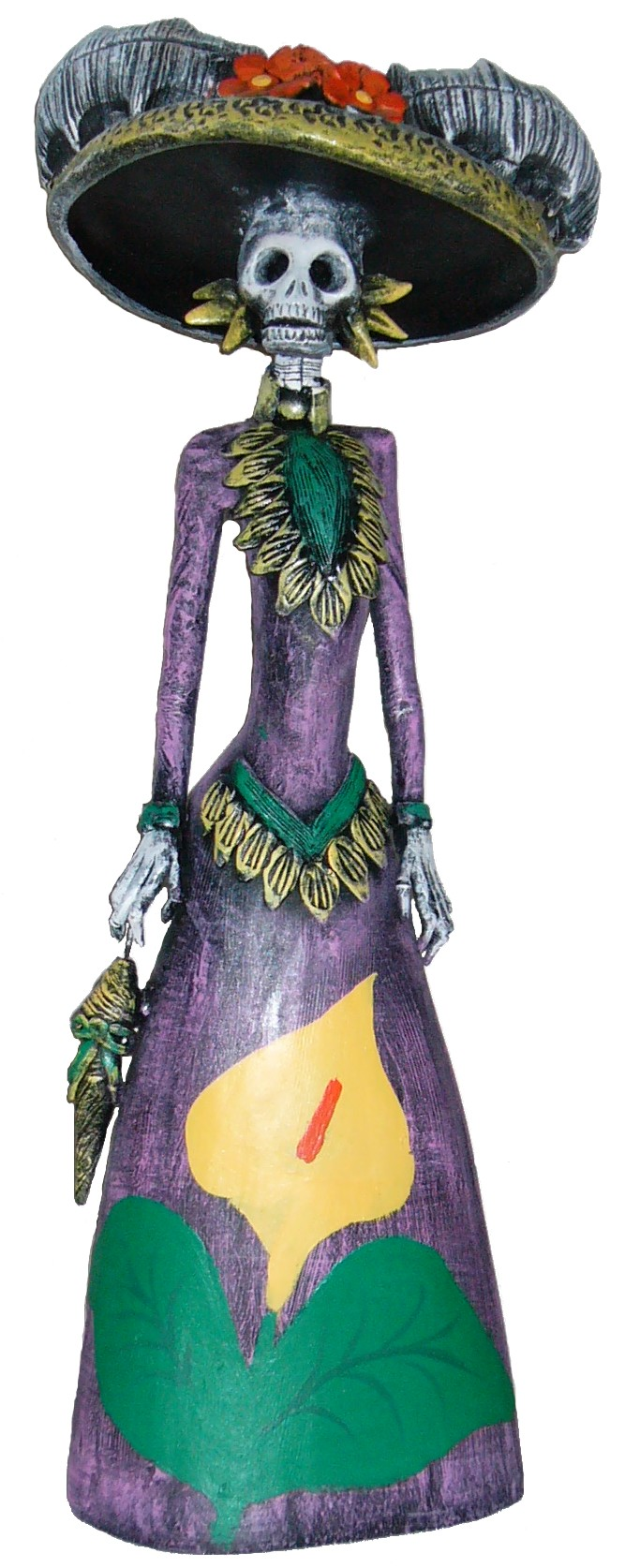
卡拉卡人偶（卡特里娜骷髏頭）

卡拉卡人偶（Calaca），墨西哥亡灵节（墨西哥萬聖節，每年11月1日、11月2日）中骷髏狀的裝飾物。「卡拉卡」為西班牙语中，骷髏之意。
擺放在祭壇或墳墓附近，借比為死者，人們會以吃糖果、唱歌、跳舞等方式，很開朗的祭拜死者，將其當作是朋友。

## 外部連結
- Vivacalaca official site